# 909 Walnut
909 Walnut (anteriormente Fidelity National Bank & Trust Building, Federal Office Building y 911 Walnut) es un rascacielos residencial con dos torres de 35 pisos y 138.30 m en el centro de Kansas City, Misuri. Fue el edificio de apartamentos más alto de Misuri hasta la conversión del edificio Kansas City Power & Light y el décimo edificio habitable más alto de Misuri.
En 1997, el edificio se agregó al Registro Nacional de Lugares Históricos.

## Historia
La estructura fue construida en 1931 como Fidelity National Bank & Trust Building (conocido localmente como Fidelity Building) a un costo estimado de 2,85 millones de dólares, incluidos los accesorios del banco. El sitio había sido anteriormente una oficina de correos de dos pisos y un edificio federal hasta 1904, cuando Fidelity compró el sitio para su sede. El edificio de dos pisos fue demolido en 1930. El nuevo edificio imitaba la estructura federal original de dos agujas, con un motivo arquitectónico de estilo art déco y neogótico.
El arquitecto del edificio, Hoit, Price & Barnes, también diseñó el cercano Kansas City Power and Light Building en estilo art déco.
El banco fue liquidado en 1933 durante la Gran Depresión.
El 14 de junio de 1946, bajo la administración del entonces presidente estadounidense Harry S. Truman, el gobierno federal adquirió el edificio a un precio de informe de 3,3 millones de dólares. Como resultado, pasó a llamarse Edificio de Oficinas Federales.
En 1954, la sede del recién formado Servicio de Alerta de Tormentas Locales Severas del Servicio Meteorológico Nacional se trasladó al edificio desde Washington D. C. Se construyó un radomo para un radar meteorológico entre las torres en un esqueleto de acero que se elevaba sobre ellas, creando un hito hasta 1995 cuando fue retirado y el servicio se trasladó a Norman, Oklahoma, donde se convirtió en el Centro de Predicción de Tormentas.
Otro hito distintivo fue el "reloj de la ciudad" en la torre norte, que primero había comenzado a marcar el tiempo en la oficina de correos original de 1885 y luego se colocó en la torre. Una campana emitida por McShane Bell Company de Baltimore, Maryland, sonó en 1882. Desde entonces, la esfera del reloj ha sido removida y reemplazada por ventanas grandes para la unidad residencial más alta en cinco estados. La campana fue vendida por el antiguo propietario en 2000 y se la llevó un helicóptero de manera ignominiosa.
Cuando el gobierno abandonó el edificio en 1995, Northland Management & Investment de Kansas City lo compró por 500.000 dólares. El edificio permaneció vacío hasta que fue vendido en 2000 a Simbol Commercial Inc. de Dallas lo vendió por 2 millones de dólares. Después de los atentados del 11 de septiembre de 2001, el edificio cambió de nombre de 911 Walnut a 909 Walnut. Se dijo que Simbol gastó 64 millones de dólares para convertir este edificio y el 929 Walnut Building en 159 apartamentos y 10.000 m² de espacio para oficinas comerciales y para construir un garaje público de 323 autos. La azotea del garaje también incluye un jardín galardonado de 1100 m².